# Bluefish (phần mềm)
Bluefish là một trình soạn thảo văn bản kiêm IDE miễn phí với nhiều công cụ hỗ trợ lập trình và phát triển website. Phần mềm này hỗ trợ nhiều ngôn ngữ lập trình bao gồm C, JavaScript, Java, PHP, Python, cũng như các ngôn ngữ đánh dấu ví dụ như HTML, YAML và XML. Bluefish có thể hoạt động trên nhiều nền tảng, bao gồm Linux, macOS và Windows, và có thể được sử dụng thông qua tích hợp với GNOME hoặc chạy như một phần mềm độc lập. Phần mềm này đã được dịch sang 17 ngôn ngữ.